# Burg Graisbach

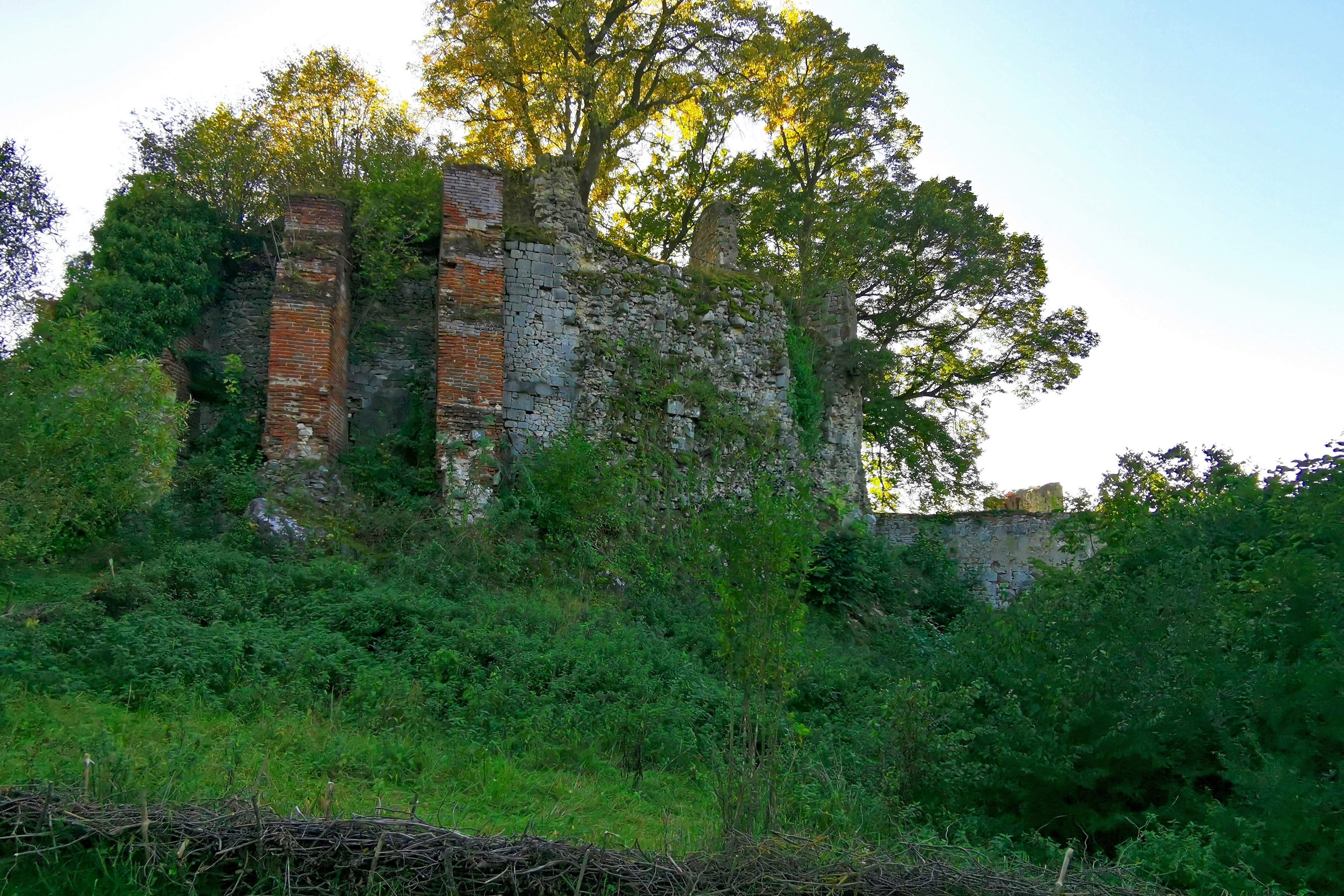
Burgruine Graisbach

Die Burg Graisbach ist die Ruine einer Höhenburg auf einer etwa 430 Meter hohen Erhebung, dem „Schlossberg“, am Nordrand des Ortsteils Graisbach der Gemeinde Marxheim im Landkreis Donau-Ries in Bayern.

## Geschichte
Vermutlich wurde die Burg um 1130 von den Herren von Graisbach erbaut und kam im 13. Jahrhundert an die Grafen von Lechsgemünd, nachdem 1248 deren Stammsitz Burg Lechsend an der Lechmündung bei Marxheim von Regensburger Kaufleuten zerstört worden war. Sie nannten sich fortan „Grafen von Lechsgemünd-Graisbach“. Nachdem 1327 der letzte Nachkomme des Hauses Lechsgemünd mit Gebhard III. von Graisbach Bischof von Eichstätt gestorben war, fiel der Besitz an die Wittelsbacher und wurde Verwaltungssitz für die herzoglichen Beamten.
Im 13. und 14. Jahrhundert wurde die Burg ausgebaut, im 15. Jahrhundert teilweise zerstört. 1523 erfolgte die Verlegung des Landgerichtssitzes von Graisbach nach Monheim. Im 18. Jahrhundert wurde die Burg abgebrochen und als Steinbruch genutzt.

## Beschreibung
Von der ehemaligen Burganlage mit Kernburg und Vorburg sind noch bedeutende Mauerreste mit dem Burgtor, zum Teil heute mit Häusern verbaut, und die romanische Burgkapelle Sankt Pankratius aus dem 12. Jahrhundert erhalten. 
Inzwischen im Besitz des Landkreises Donau-Ries wurde 2005 die Burg im Erbbaurecht an einen Privatmann verpachtet, der dort wohnt. 2009 kam es zu einer Kontroverse mit der Gemeinde über angebliche Umbauten, zudem in diesem Jahr auch der Einsturz eines Kellergewölbes zu verzeichnen war.
Die Anlage ist laut Schild im Sommer am ersten und dritten Sonntag des Monats nachmittags zugänglich.